# Douglas Clifton Brown
Douglas Clifton Brown, 1. vikomt Ruffside (Douglas Clifton Brown, 1st Viscount Ruffside) (16. srpna 1879 – 5. května 1958) byl britský konzervativní politik. Pocházel z bohaté podnikatelské rodiny, byl dlouholetým poslancem Dolní sněmovny a v letech 1943-1951 jejím předsedou. V roce 1951 s titulem vikomta přešel do Sněmovny lordů. Získal tři čestné doktoráty a byl rytířem francouzského řádu Čestné legie.

## Životopis
Pocházel z bohaté bankéřské a podnikatelské rodiny z Liverpoolu, byl potomkem Sira Williama Browna (1784–1864), zakladatele soukromé banky Brown, Shipley and Co. Narodil se jako pátý syn poslance Jamese Cliftona Browna (1841–1917), studoval v Etonu a Cambridge, poté sloužil v armádě a zúčastnil se búrské války, v dobrovolnických sborech později dosáhl hodnosti plukovníka. V letech 1918–1951 byl členem Dolní sněmovny (celou dobu zastupoval mandát za město Hexham), původně patřil k unionistům, později zastupoval Konzervativní stranu. V letech 1938–1943 byl místopředsedou Dolní sněmovny, od roku 1941 členem Tajné rady. Po smrti E. A. Fitzroye se stal předsedou Dolní sněmovny (1943–1951). V roce 1951 byl povýšen na vikomta a vstoupil do Sněmovny lordů. Mimo jiné byl zástupcem místodržitele a smírčím soudcem v hrabství Durham, získal čestné doktoráty v Cambridge a Oxfordu, ve Francii obdržel velkokříž Čestné legie.
Z manželství s Violet Wollaston (1882–1969) se narodila jediná dcera Audrey (1908–2002), provdaná za pozdějšího předsedu Dolní sněmovny Haryho Hylton-Fostera (1905–1965).
Jeho nejstarší bratr Howard Clifton Brown (1868-1946) byl dlouholetým členem Dolní sněmovny za Liberální stranu, další bratr Sir Francis Clifton Brown (1874–1963) sloužil u námořnictva a dosáhl hodnosti viceadmirála.